# Thompson Square

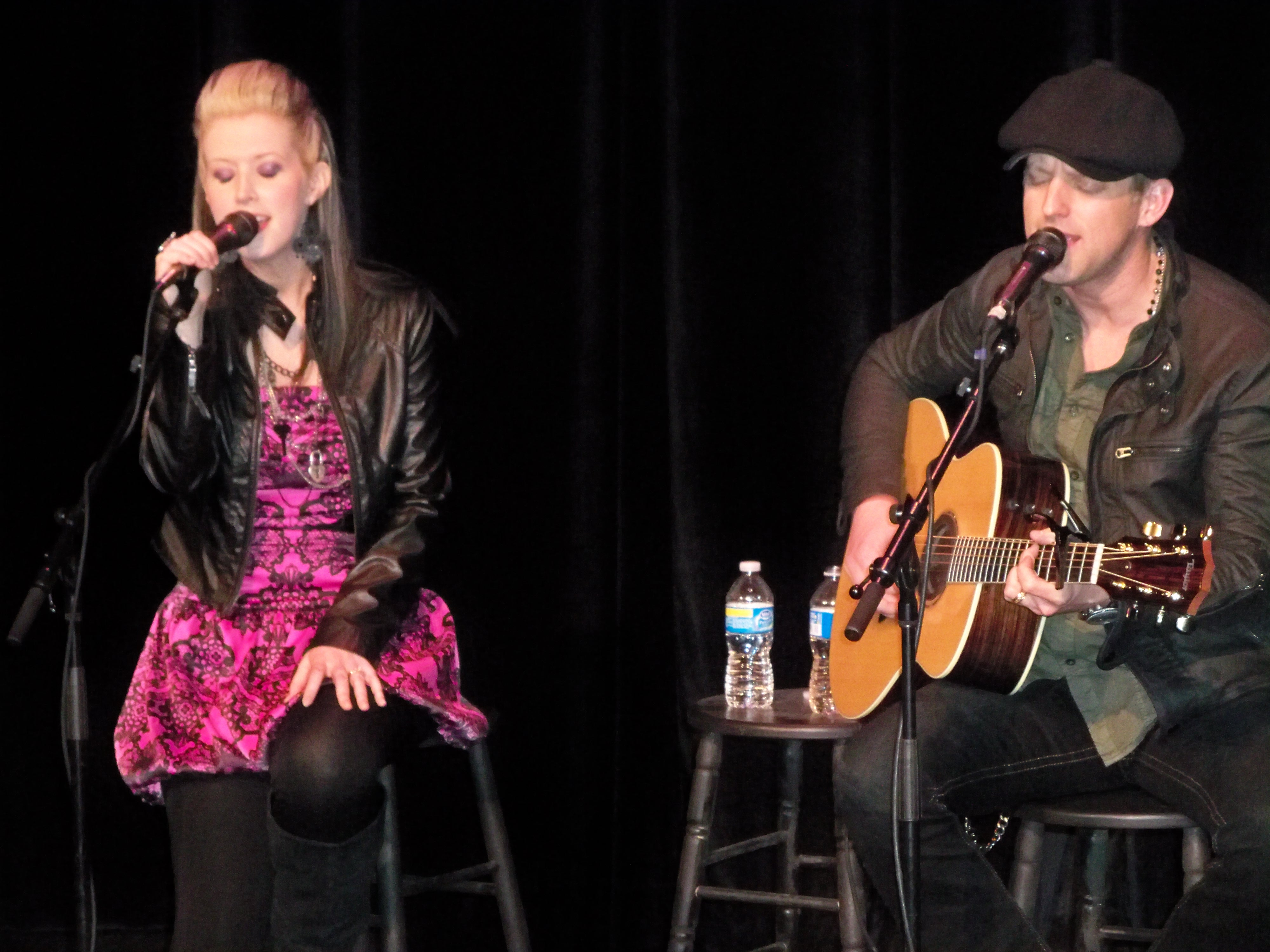
Thompson Square (2011)

Thompson Square ist ein US-amerikanisches Country-Duo, das in Nashville gegründet wurde.

## Biografie
Shawna Thompson wuchs in Alabama in Chatom auf und kam über ihren Vater zur Musik. Keifer Thompson stammt aus Oklahoma. Beide gingen 1996 etwa zur selben Zeit in die Countryhauptstadt Nashville, trafen sich kurz darauf bei einem Gesangswettbewerb und verliebten sich. Obwohl sie ein Paar wurden, verfolgte jeder für sich seine eigene Musikkarriere. Erst Ende der 2000er traten sie als Duo auf und hatten damit so viel Erfolg, dass sie 2010 von Stoney Creek Records unter Vertrag genommen wurden.
Zur Promotion erschien gleich im Juni desselben Jahres ihre erste Single Let’s Fight, während sie für das kommende Jahr an ihrem Debütalbum arbeiteten. Vorab wurde 2011 zu Jahresbeginn das Lied Are You Gonna Kiss Me or Not veröffentlicht. Mitte Februar erschien dann das Album mit dem Bandnamen als Titel, es stieg erfolgreich auf Platz 3 der Countryalben ein. Das Lied erreichte im April Platz 1 der Countrysongs sowie Platz 32 in den offiziellen Singlecharts, es verkaufte sich mittlerweile über zwei Millionen Mal (Doppelplatin).

## Mitglieder
- Shawna Thompson
- Keifer Thompson

## Diskografie

### Alben
| Jahr | Titel           | Höchstplatzierung, Gesamtwochen, AuszeichnungChartplatzierungen (Jahr, Titel, Platzierungen, Wochen, Auszeichnungen, Anmerkungen) | Höchstplatzierung, Gesamtwochen, AuszeichnungChartplatzierungen (Jahr, Titel, Platzierungen, Wochen, Auszeichnungen, Anmerkungen) | Anmerkungen |
| Jahr | Titel           | US | Country | Anmerkungen |
| ---- | --------------- | --- | --- | ----------- |
| 2011 | Thompson Square | US15 Gold · (32 Wo.)US | Country3 (89 Wo.)Country |             |
| 2013 | Just Feels Good | US13 (10 Wo.)US | Country4 (34 Wo.)Country |             |

Weitere Veröffentlichungen
- 2018: Masterpiece

### Singles
| Jahr | Titel Album                                              | Höchstplatzierung, Gesamtwochen, AuszeichnungChartplatzierungen (Jahr, Titel, Album, Platzierungen, Wochen, Auszeichnungen, Anmerkungen) | Höchstplatzierung, Gesamtwochen, AuszeichnungChartplatzierungen (Jahr, Titel, Album, Platzierungen, Wochen, Auszeichnungen, Anmerkungen) | Anmerkungen |
| Jahr | Titel Album                                              | US | Country | Anmerkungen |
| ---- | -------------------------------------------------------- | --- | --- | ----------- |
| 2010 | Let’s Fight Thompson Square                              | — | Country58 (4 Wo.)Country |             |
| 2010 | Are You Gonna Kiss Me or Not Thompson Square             | US32 ×2Doppelplatin · (20 Wo.)US | Country1 (40 Wo.)Country |             |
| 2011 | I Got You Thompson Square                                | US68 (18 Wo.)US | Country8 (30 Wo.)Country |             |
| 2012 | Glass Thompson Square                                    | US84 (11 Wo.)US | Country15 (29 Wo.)Country |             |
| 2012 | If I Didn’t Have You Just Feels Good                     | US49 Gold · (20 Wo.)US | Country15 (29 Wo.)Country |             |
| 2013 | Everything I Shouldn’t Be Thinking About Just Feels Good | US69 (12 Wo.)US | Country15 (26 Wo.)Country |             |

Weitere Veröffentlichungen
- 2008: Not Far Enough
- 2014: Testing the Water
- 2014: I Can’t Outrun You
- 2015: Trans Am
- 2016: You Make It Look So Good
- 2019: Masterpiece